# Draba korabensis
Draba korabensis är en korsblommig växtart som beskrevs av Jenő Béla Kümmerle, Árpád von Degen och Jáv.
Draba korabensis ingår i släktet drabor, och familjen korsblommiga växter. Inga underarter finns listade i Catalogue of Life.